# Obozowisko turystyczne

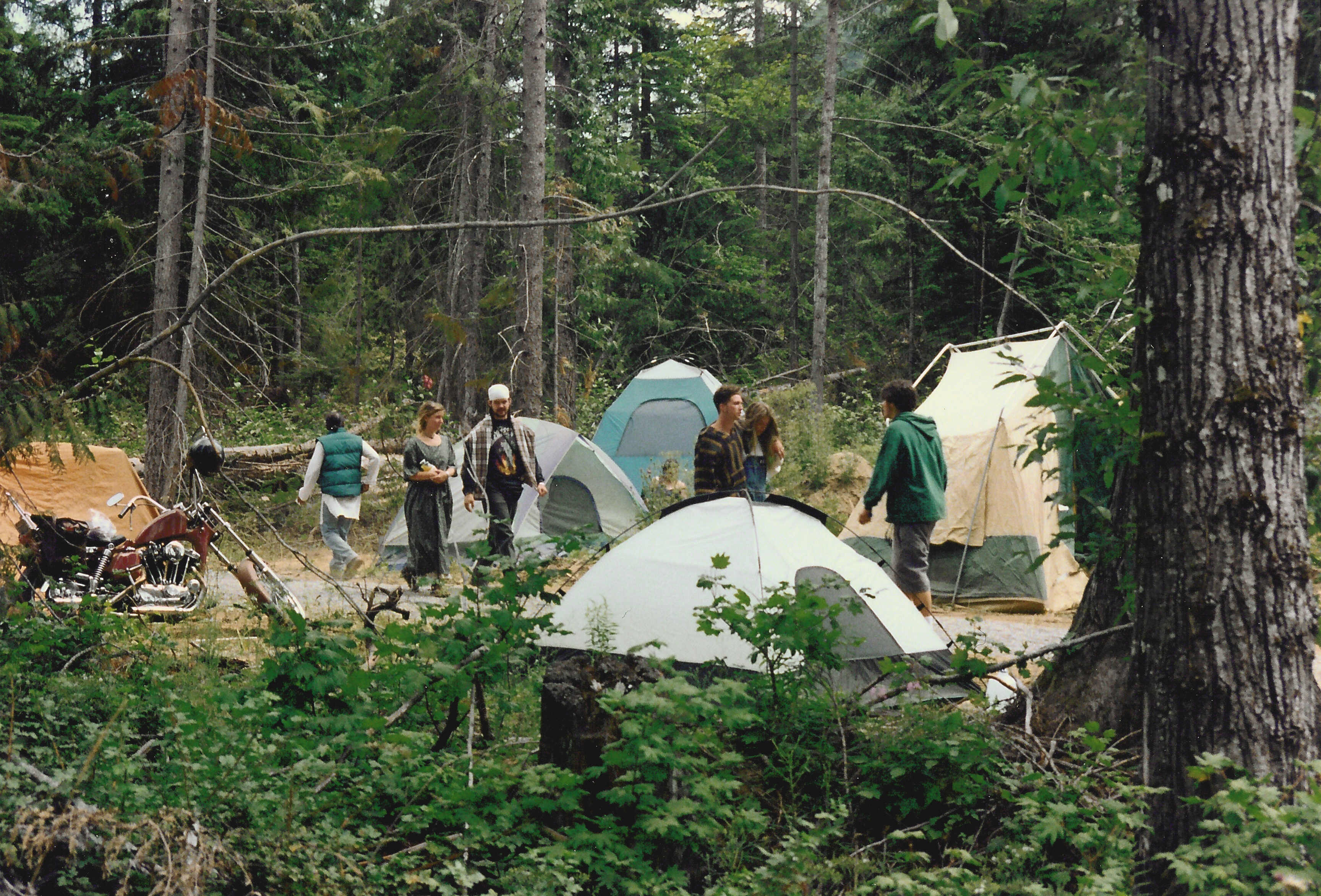
Obozowisko turystyczne w Starlight Mountain

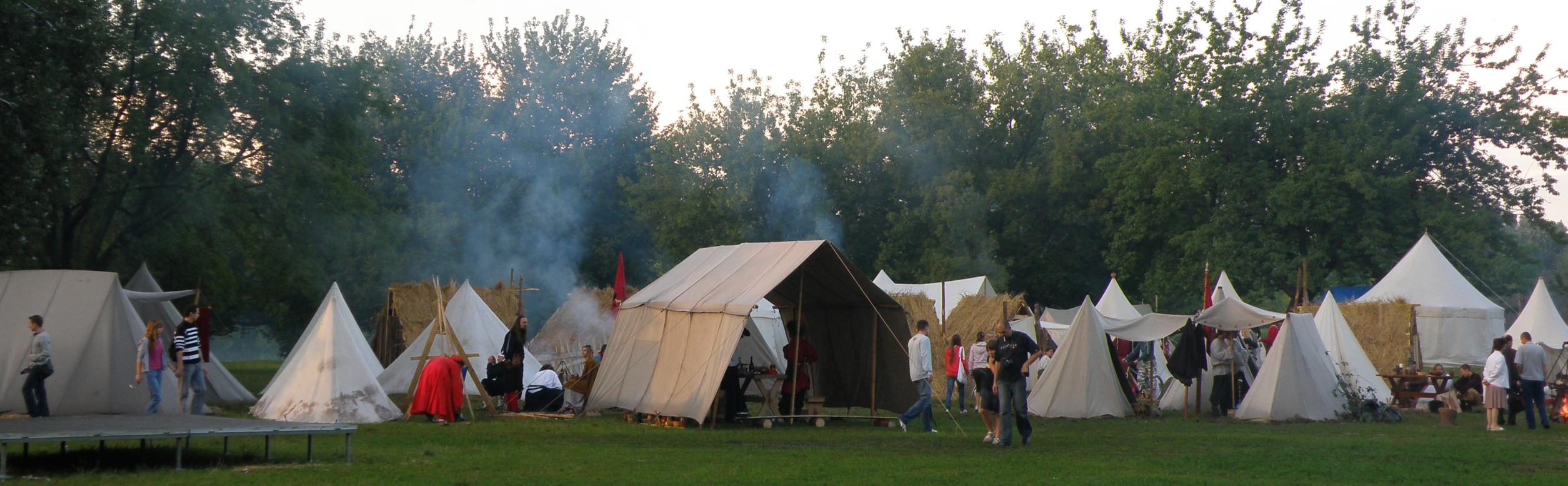
Obozowisko w Parku Skaryszewskim

Obozowisko turystyczne – wydzielone miejsca i sprzęty, w których można zorganizować nocleg we własnym zakresie.